# HAK keramik

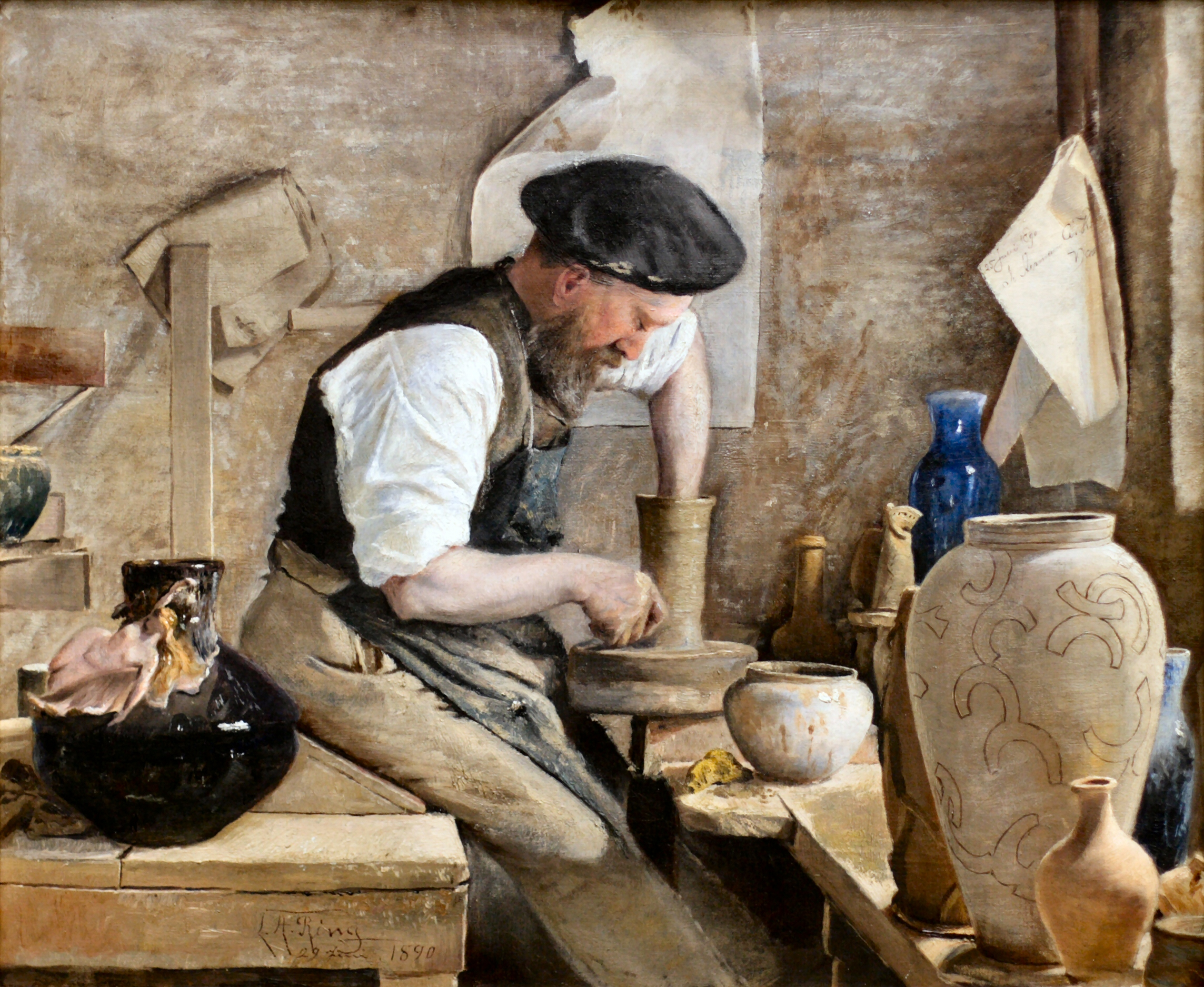
Herman A. Kähler avbildad i målningen Herman Kähler i sit værksted av Laurits Andersen Ring, målad 1890.

HAK eller Herman A. Kähler var en dansk keramiktillverkare i Næstved 1839-1974.
HAK grundades 1839 av Joachim Christian Herman Kähler, som till en början tillverkade kakelugnar och enklare hushållskärl. 1872 tog sonen Herman Kähler sig an kakeltillverkningen medan brodern Carl Kähler tog över krukmakeriet. 1875 utökades fabriken och keramiktillverkningen tog överhanden. Efter Herman Kählers död övertog ledningen av hans son Herman H. C. Kähler med R Grønholt som direktör.
Fabriken förblev i familjen Kählers ägo fram till 1974, då den stängdes.
Bland konstnärer verksamma vid fabriken märks Vilhelm Klein (1883), Axel Hansen (1886), Hans Andersen Brendekilde (1886), Lauritz Andersen Ring, Carl O. I. Lund, Karl Hansen Reistrup, Thorvald Bindesbøll (1890), H. B. Storch (1891), Svend Hammershøi (1893), Fritz Syberg, Jens Thirslund, Stella Kähler, Signe Steffensen, Kai Nielsen, Knud Kyhn, Helge Jensen, samt Niels och Herman Kähler.